# (448) Наталия
(448) Наталия (лат. Natalie) — астероид из группы главного пояса, который принадлежит к тёмному спектральному классу C. Он был открыт 27 октября 1899 года немецкими астрономами Максом Вольфом и Фридрихом Швассманом в обсерватории Хайдельберг.

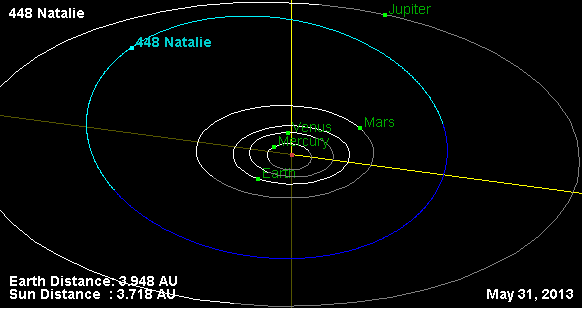
Орбита астероида Наталия и его положение в Солнечной системе